# Dieter Schornstein
Dieter Schornstein (ur. 8 czerwca 1940 roku w Akwizgranie, zm. 19 grudnia 2014) – niemiecki kierowca wyścigowy.

## Kariera wyścigowa
Schornstein rozpoczął karierę w międzynarodowych wyścigach samochodowych w 1977 roku od startów w German Racing Championship. Z dorobkiem 26 punktów uplasował się na siedemnastej pozycji w klasyfikacji generalnej. W późniejszych latach Niemiec pojawiał się także w stawce World Challenge for Endurance Drivers, 24-godzinnego wyścigu Le Mans, World Championship for Drivers and Makes, FIA World Endurance Championship, European Endurance Championship oraz 24h Nürburgring.